# Tampere United
Tampere United is een Finse voetbalclub uit de stad Tampere. De club is opgericht in 1931 en speelt thuiswedstrijden in het Tammela Stadion in Tampere.

## Geschiedenis
In 1998 ontstond Tampere United, als beoogde fusie tussen FC Ilves en TPV Tampere. TPV zou zich echter vlak voor de fusie bedenken en haar eigen weg blijven vervolgen. Ook Ilves bleef in de lagere klassen spelen en alleen de licentie in de Ykkönen werd overgenomen. 
Besloten werd om Tampere United toch door te voeren. De club promoveerde in haar eerste jaar naar de Veikkausliiga onder leiding van de eerste trainer Harri Kampman. Hij wist vlak na de oprichting veel regionaal talent naar de club te lokken. Kampman werd vlak voor het seizoen 2001 vervangen door de Finse recordinternational Ari Hjelm. Onder zijn leiding verbaasde de club velen door op de laatste speeldag te profiteren van een misstap van koploper HJK Helsinki. Tampere won zelf op eigen veld met 1-0 van FC Jazz, terwijl de torenhoge favoriet HJK bleef steken op een gelijkspel tegen FC Haka (1-1). Tampere United wist liefst maar 21 van de 33 competitieduels te winnen: een nieuw record sinds de start van de Veikkausliiga in 1990.
In 2006 werd de vierde landstitel behaald. In 2007 werd de landstitel geprolongeerd en werd de derde beker overwinning behaald. Eind mei 2011 werd Tampere United uit de Finse eerste klasse gezet omdat de club een samenwerkingsakkoord had met een marketingbureau uit Singapore. Die stond op de 'zwarte lijst' van de wereldvoetbalbond FIFA. Sindsdien mag de club niet meer spelen. 
In 2012 werd door de supporters TamU-K opgericht dat op laag niveau speelt. Vier jaar later werden al de teams overgenomen door Tampere United. In 2024 kwam het weer in de landelijke klassen te spelen, in de derde klasse namens Ykkönen.

## Erelijst
- Landskampioen (5x)

1950, 1983, 2001, 2006, 2007
- Beker van Finland (3x)

1979, 1990, 2007
- Liiga Cup (1x)

2009

## Eindklasseringen
| Seizoen | № | Clubs | Divisie       | Duels | Winst | Gelijk | Verlies | Doelsaldo | Punten | Tsch  |
| ------- | - | ----- | ------------- | ----- | ----- | ------ | ------- | --------- | ------ | ----- |
| 2000    | 6 | 12    | Veikkausliiga | 33    | 12    | 10     | 11      | 48–52     | 46     | 2.382 |
| 2001    |   | 12    | Veikkausliiga | 33    | 21    | 5      | 7       | 47–31     | 68     | 3.074 |
| 2002    | 5 | 12    | Veikkausliiga | 29    | 8     | 15     | 6       | 31–24     | 39     | 3.202 |
| 2003    | 3 | 14    | Veikkausliiga | 26    | 14    | 5      | 7       | 39–21     | 47     | 3.062 |
| 2004    | 3 | 14    | Veikkausliiga | 26    | 14    | 5      | 7       | 39–24     | 47     | 3.605 |
| 2005    | 3 | 14    | Veikkausliiga | 26    | 15    | 6      | 5       | 38–21     | 51     | 3.957 |
| 2006    |   | 13    | Veikkausliiga | 24    | 16    | 3      | 5       | 39–18     | 51     | 3.944 |
| 2007    |   | 14    | Veikkausliiga | 26    | 16    | 6      | 4       | 45–27     | 54     | 4.115 |
| 2008    | 7 | 14    | Veikkausliiga | 26    | 9     | 9      | 8       | 41–34     | 36     | 2.924 |
| 2009    | 7 | 14    | Veikkausliiga | 26    | 11    | 4      | 11      | 31–31     | 37     | 2.257 |
| 2010    | 7 | 14    | Veikkausliiga | 26    | 10    | 4      | 12      | 37–46     | 34     | 1.776 |

## Kampioensteams
- 2001 — Mikko Kavén, Lee Jones, Jussi Kuoppala, Kari Sainio, Toni Hevonkorpi, Brian Waltrip, Pasi Salmela, Tero Koskela, Sakari Saarinen, Jussi Kujala, Heikki Aho, Janne Räsänen, Dionísio, Ville Lehtinen, Jari Niemi en Antti Pohja. Trainer-coach: Ari Hjelm.
- 2006 — Mikko Kavén, Mathias Lindström, Vasile Marchis, Antti Ojanperä, Jussi Kuoppala, Jussi Kujala, Mika Lahtinen, Antti Hynynen, Ville Lehtinen, Jussi-Pekka Savolainen, Mika Hilander, Sakari Saarinen, Jarkko Wiss, Petri Heinänen, Kari Sainio, Miki Sipiläinen, Risto Ojanen, Heikki Aho, Juska Savolainen, Jonne Hjelm, Erik Westerholm, Mikko-Ville Hyyhönen, Aristides Pertot, Jari Niemi en Juha Soukiala. Trainer-coach: Ari Hjelm.
- 2007 — Mikko Kavén, Toni Järvinen, Mathias Lindström, Antti Ojanperä, Jussi Kuoppala, Jussi Kujala, Antti Pohja, Antti Hynynen, Tomi Petrescu, Jussi-Pekka Savolainen, Mika Hilander, Sakari Saarinen, Jarkko Wiss, Henri Myntti, Risto Ojanen, Miki Sipiläinen, Heikki Aho, Juska Savolainen, Jonne Hjelm, Markku Hokkanen, Stefan Petrescu, Jari Niemi en Jussi Mäkelä. Trainer-coach: Ari Hjelm.

## In Europa
Tampere United speelt sinds 2002 in diverse Europese competities. Hieronder staan de competities en in welke seizoenen de club deelnam:
- Champions League (3x)

2002/03, 2007/08, 2008/09
- UEFA Cup (1x)

2007/08
- Intertoto Cup (4x)

2003, 2004, 2005, 2006

## Stadion
In het Ratina Stadion is plaats voor 16.280 toeschouwers. Hiermee is het stadion het op een na grootste stadion in Finland. Alleen het Olympiastadion in Helsinki is groter. Dit stadion gebruikt men echter alleen voor interlandvoetbal en atletiekwedstrijden.

## Bekende spelers en trainers uit het verleden
- Tuomas Haapala
- Ari Hjelm
- Tommi Kainulainen

- Mikko Kavén
- Raimo Kuuluvainen
- Martti Kuusela

- Jari Niemi
- Antti Pohja
- Jarkko Wiss